# أوسكار رويز
أوسكار خوليان رويز أكوستا (بالإسبانية: Óscar Julián Ruiz Acosta)‏ (مواليد 1 نوفمبر 1969) حكم كرة قدم كولومبي . أصبح حكم دولي معتمد من الاتحاد الدولي لكرة القدم منذ 1 يناير 1995 .

## روابط خارجية
- أوسكار رويز على موقع Soccerway.com (الإنجليزية)
- أوسكار رويز على موقع عالم كرة القدم.نت (الإنجليزية)